# Made (Slogohimo)
Made is een bestuurslaag in het regentschap Wonogiri van de provincie Midden-Java, Indonesië. Made telt 2236 inwoners (volkstelling 2010).